# Balthasar Ableitner
Balthasar Ableitner (lub Ableithner) (ur. 1613 w Miesbach, zm. 13 maja 1705 w Monachium) – niemiecki rzeźbiarz.

## Życiorys
Był synem cieśli Hansa. Podstawy zawodu prawdopodobnie opanowywał pod okiem Stephana Zwincka. W 1627 przeniósł się do Monachium, gdzie terminował u nadwornego tokarza Christofa Angermaiera. W 1633 został rzeźbiarzem na dworze księcia Albrechta VI. W latach 1635–1642 odbył podróż do Włoch. W Rzymie poznawał tamtejszy barok.
Miał znaczący wkład w rozwój sztuki dojrzałego baroku w Monachium. Jego twórczość obejmuje głównie portretowe popiersia rodziny arcyksiążęcej, prace w kości słoniowej oraz dekoracje papieskiego pokoju w monachijskiej rezydencji. Zaprojektował ołtarz główny w kościele św. Piotra w Monachium. Dwaj synowie Ableitnera: Franz i Blasius byli również rzeźbiarzami. Blasius przez parę lat pełnił funkcję nadwornego rzeźbiarza. Franz ożenił się z córką nadwornego malarza Nikolausa Pruggera.

## Ważniejsze realizacje
- Sklepienie „Zlote” w rezydencji monachijskiej (zniszczone w czasie II wojny światowej)
- ołtarz główny w kościele św. Marcina w Landshut
- Balustrada chóru w kościele Teatynow w Monachium